# Slišane
Slišane (em cirílico: Слишане) é uma vila da Sérvia localizada no município de Lebane, pertencente ao distrito de Jablanica, na região de Jablanica. A sua população era de 119 habitantes segundo o censo de 2002.

## Demografia
| 1948  | 1953  | 1961 | 1971 | 1981 | 1991 | 2002 | 2011 |
| ----- | ----- | ---- | ---- | ---- | ---- | ---- | ---- |
| 1 113 | 1 135 | 960  | 816  | 599  | 409  | 245  | 119  |